# Victoria mirabilis
Victoria mirabilis là một loài bướm đêm trong họ Geometridae.